# خط تغذیه

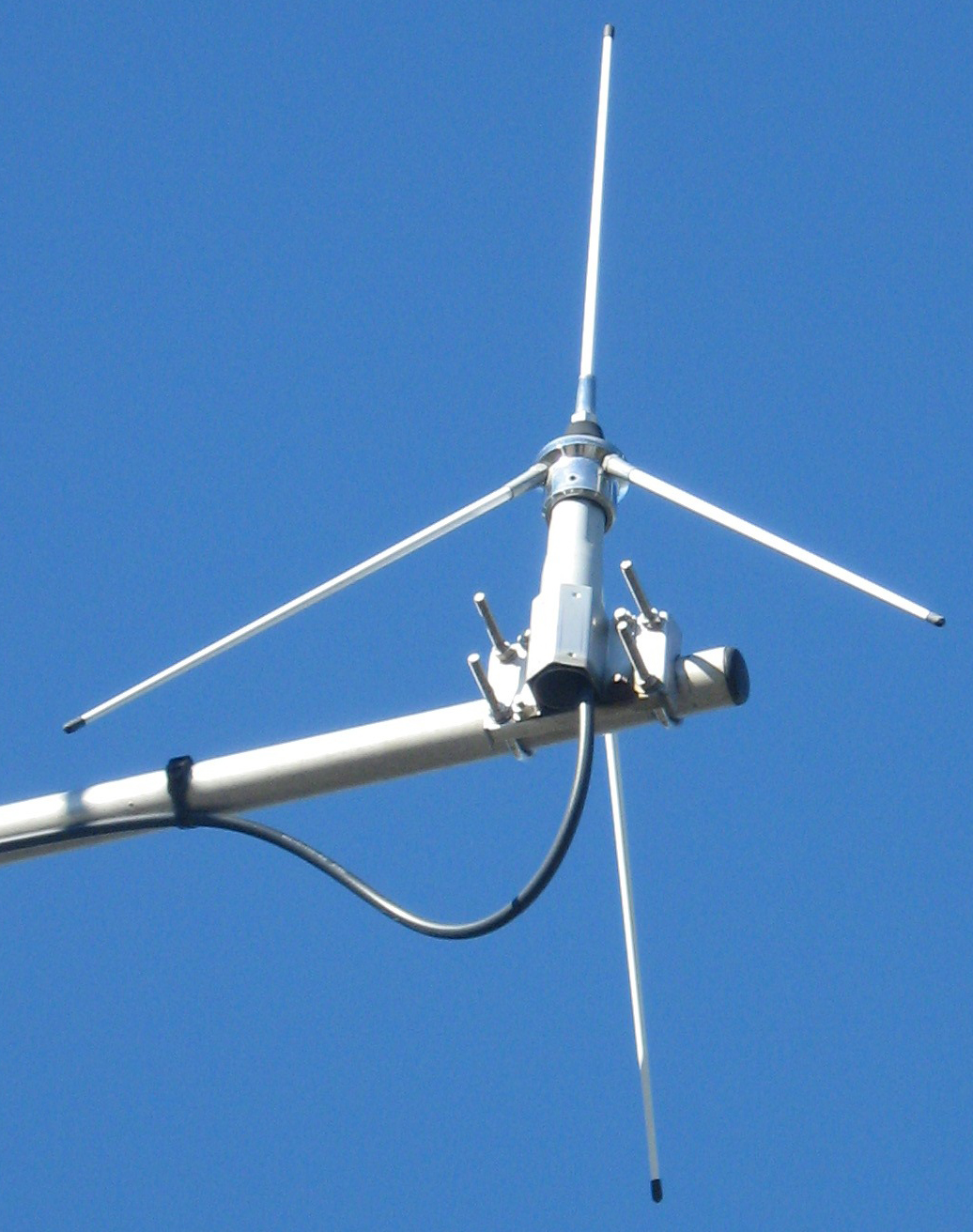
خط تغذیه کابل کواکسیال که از آنتن صفحه زمینی VHF بیرون آمده‌است.

در یک آنتن رادیو، خط تغذیه (به انگلیسی: Feed line) یا فیدر، کابل یا دیگر خطوط انتقال است که آنتن را با فرستنده یا گیرنده رادیو متصل می‌کند. در یک آنتن فرستنده، خط تغذیه جریان فرکانس رادیویی (RF) را از فرستنده به آنتن تغذیه می‌کند، که این جریان به صورت امواج رادیویی تابش می‌شود. در یک آنتن گیرنده، خط تغذیه ولتاژ امواج رادیویی کوچک القا شده در آنتن را از طریق امواج رادیویی به گیرنده انتقال می‌دهد. برای حمل کارامد امواج رادیویی، خطوط تغذیه از کابل‌های مخصوصی به نام خط انتقال استفاده می‌کنند. متداول‌ترین خطوط تغذیه استفاده شده عبارتند از: کابل کواکسیال، خط دوسیمه، خط نردبانی، و در فرکانس‌های میکروویو از موج‌بر استفاده می‌شود.

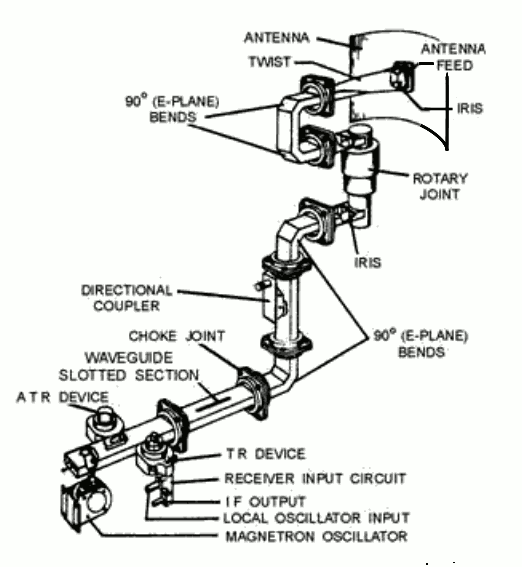
تغذیه پیچیده موجبر یک رادار نظامی

به‌طور ویژه در یک آنتن فرستنده، خط تغذیه یک مولفه حیاتی در عملکرد درست آنتن و فرستنده است و باید به درستی تنظیم شود. هر نوع خط انتقال دارای یک امپدانس مشخصه خاص است. این امپدانس مشخصه باید با امپدانس آنتن و فرستنده مطابقت داشته باشد تا انرژی را به‌طور مؤثر به آنتن منتقل کند. اگر این امپدانس‌ها مطابقت نداشته باشند، می‌تواند باعث ایجاد وضعیتی به نام امواج ساکن روی خط تغذیه شود، که در آن انرژی امواج رادیویی به سمت فرستنده منعکس می‌شود، باعث اتلاف انرژی و احتمالاً گرم شدن بیش از حد فرستنده می‌شود. این تنظیم با دستگاهی به نام تنظیم کننده آنتن در فرستنده و گاهی با یک شبکه منطبق در آنتن انجام می‌شود. درجه عدم تطابق بین خط تغذیه و آنتن توسط ابزاری به نام SWR متر (اندازه‌گیر نسبت موج ایستاده) سنجیده می‌شود که نسبت موج ساکن (SWR) را روی خط اندازه‌گیری می‌کند.

## کابل کواکسیال
کابل کواکسیال احتمالاً پرکاربردترین نوع خط تغذیه است که برای فرکانس‌های زیر دامنه میکروویو (SHF) استفاده می‌شود. این کابل شامل یک سیم مرکزی رسانا و یک سیم محافظ فلزی بافته یا جامد است، که معمولاً مس یا آلومینیوم آن را احاطه می‌کند. هادی مرکزی با یک دی الکتریک، معمولاً فوم پلاستیکی، از محافظ بیرونی جدا می‌شود تا فاصله جدایی بین دو هادی دقیقاً ثابت بماند. این محافظ با یک ژاکت عایق پلاستیکی بیرونی پوشانده می‌شود. در کابل کواکس سخت، که برای کاربردهای‌های انتقال قدرت زیاد مانند فرستنده‌های تلویزیونی استفاده می‌شود، محافظ یک لوله فلزی سفت و سخت یا انعطاف‌پذیر است که حاوی گاز فشرده‌ای مانند نیتروژن است و هادی داخلی با فاصله دهنده‌های پلاستیکی دوره ای نگه داشته می‌شود. این کابل نوعی خط نامتعادل است و هادی محافظ معمولاً به زمین الکتریکی متصل می‌شود.

## مقایسه
این مقایسه چند ویژگی مشترک خط تغذیه است. لیست‌های بزرگتر در سایر مقالات، منابع و به‌طور مستقیم از تولیدکنندگان موجود است.
| نوع        | امپدانس(Ω) | فاکتور سرعت (درصد سرعت نور) |
| ---------- | ---------- | --------------------------- |
| دوقلو      | ۳۰۰        | ۸۲٪                         |
| خط نردبانی | ۴۵۰, ۶۰۰   | ۹۵٪                         |
| کواکسیال   | ۵۰, ۷۵     | ۶۶٪ (جامد), ۸۰٪ (فوم)       |